# 社会・援護局
社会・援護局（しゃかい・えんごきょく）は、中央省庁である厚生労働省の内部部局の一つ。社会福祉等を所掌する。
1992年（平成4年）に旧厚生省で社会福祉分野を担当していた社会局と、旧日本軍、十五年戦争の戦後処理および引揚者・外地残留日本人を所掌していた援護局が統合され、厚生省社会・援護局として発足。2001年（平成13年）1月6日の中央省庁再編で厚生省と労働省が統合されるのに伴い、厚生労働省にそのままの形で引き継がれた。
福祉従事者の育成等の社会福祉に関する基盤制度、生活保護制度やホームレス対策、消費生活協同組合に対する指導等の社会福祉の推進のための政策、戦没者遺族及び戦傷病者に対する医療や年金の支給等、外国引揚者援護、障害者福祉等を所掌する。

なお、この局は、旧陸軍省・海軍省の後身である復員庁・引揚援護院が母体となっているため、両軍省および旧日本軍に関する実務を担当し系譜上の流れを汲むのは防衛省（自衛隊）ではなく、本局（つまり厚生労働省）である。

## 所掌業務
社会・援護局は、次に掲げる事務をつかさどる（厚生労働省組織令第11条）。
1. 社会福祉に関する基本的な政策の企画及び立案並びに推進に関すること。
2. 社会福祉に関する事業の発達、改善及び調整に関すること(子ども家庭局及び老健局の所掌に属するものを除く。)。
3. 独立行政法人福祉医療機構の組織及び運営一般に関すること。
4. 生活困窮者その他保護を要する者に対する必要な保護に関すること(子ども家庭局の所掌に属するものを除く。)。
5. 消費生活協同組合の事業に関すること。
6. 社会福祉士及び介護福祉士に関すること。
7. 第二号から前号までに掲げるもののほか、国民生活の保護及び指導に関すること(子ども家庭局の所掌に属するものを除く。)。
8. 障害者の福祉の増進に関すること。
9. 障害者の保健の向上に関すること。
10. 精神保健福祉士に関すること。
11. 公認心理師に関する事務のうち厚生労働省の所掌に係るものに関すること。
12. 自殺総合対策大綱(自殺対策基本法(平成十八年法律第八十五号)第十二条に規定する自殺総合対策大綱をいう。第百一条第六号において同じ。)の作成及び推進に関すること。
13. アルコール健康障害対策基本法(平成二十五年法律第百九号)第十二条第一項に規定するアルコール健康障害対策推進基本計画(第百九条第十六号において「アルコール健康障害対策推進基本計画」という。)の策定(変更に係るものに限る。同号において同じ。)及び推進に関すること。
14. 国民の精神的健康の増進に関すること。
15. 福祉用具の研究、開発及び普及の促進並びに適切な利用の確保に関すること(老健局の所掌に属するものを除く。)。
16. 地域における社会福祉の増進に関すること。
17. 引揚援護に関すること。
18. 戦傷病者、戦没者遺族、未帰還者留守家族及びこれらに類する者の援護に関すること。
19. 戦没者の遺骨の収集、墓参及びこれらに類する事業に関すること。
20. 前号に掲げるもののほか、旧帝國陸海軍の残務の整理に関すること[1]。
21. 障害者虐待の防止、障害者の養護者に対する支援等に関する法律(平成二十三年法律第七十九号)の規定による障害者虐待の防止、障害者虐待を受けた障害者の保護及び自立の支援並びに養護者に対する支援に関すること(他局の所掌に属するものを除く。)。

障害保健福祉部は、前項第八号から第十一号まで、第十三号から第十五号まで及び第二十一号に掲げる事務並びに次に掲げる事務をつかさどる。
1. 前項第二号に掲げる事務のうち障害者の福祉に関すること(社会福祉法第五十六条第一項の規定による報告の徴収及び検査に関することを除く。)。
2. 前項第七号に掲げる事務のうち授産事業に関する企画、調査及び調整に関すること。

### 旧帝國陸海軍および戦争関連で本局が所掌しない事務
旧帝國陸海軍、その他十五年戦争（支那事変・大東亜戦争・太平洋戦争・第二次世界大戦）の戦後処理に関する事務のうち
1. 原爆犠牲者の追悼に関すること（健康・生活衛生局総務課が所掌）
2. 日本本土空襲により死亡した非軍人・軍属の追悼に関すること（総務省大臣官房総務課管理室が所掌）
3. 従軍慰安婦問題など他国との外交交渉が必要な件（外務省総合外交政策局人権人道課が所掌）
4. 千鳥ヶ淵戦没者墓苑（増設納骨室を除く）の管理に関すること（環境省自然環境局総務課が所掌）
5. 宗教法人靖国神社の運営監督に関すること（文化庁宗務課が所掌）

については本局は連携に回るものとする。

## 組織
- 総務課
  - 女性支援室
- 保護課
  - 自立推進・指導監査室
  - 保護事業室
- 地域福祉課
  - 成年後見制度利用促進室
  - 消費生活協同組合業務室
  - 生活困窮者自立支援室
- 福祉基盤課
  - 福祉人材確保対策官
- 援護企画課
  - 中国残留邦人等支援室
- 援護・業務課
- 事業課
  - 事業推進室
  - 戦没者遺骨鑑定推進室
- 障害保健福祉部
  - 企画課
    - 自立支援振興室
    - 施設管理室

  - 障害福祉課
  - 精神・障害保健課
    - 心の健康支援室
    - 依存症対策推進室